# Полушарие головного мозга
Головной мозг позвоночных разделён бороздой на два больших полуша́рия (лат. Hemisphaerium cerebri): левое и правое. Внешний слой серого вещества полушарий — это кора мозга, поддерживаемая внутренним слоем белого вещества. Два полушария соединены между собой комиссурами — поперечными пучками нервных волокон. Главной из этих комиссур является толстая пластина мозолистого тела; она простирается спереди назад на 8 см и состоит из 200—250 млн нервных волокон, идущих из одного полушария в другое. Меньшие соединения, включая переднюю и заднюю комиссуры, а также свод мозга, передают информацию между двумя полушариями для координации локализованных функций. В каждом полушарии различают наиболее выступающие спереди, сзади и в стороны участки, получившие название полюсов: лобный полюс (polus frontalis), затылочный полюс (polus occipitalis) и височный полюс (polus temporalis).
В общем полушария являются зеркальным отражением друг друга с едва заметными различиями, и правая сторона вынесена вперёд. На микроскопическом уровне цитоархитектура коры головного мозга показывает функции клеток, количество нейротрансмиттеров и подтипов рецепторов. Наблюдаемые различия варьируются от индивидуума к индивидууму.

## Латерализация функций полушарий
В популярной психологии часто говорится о том, что определенные функции мозга (например, логика, креативность) являются латеральными, то есть расположены в правой или левой части мозга. Эти утверждения часто неточны, так как большинство функций мозга фактически распределены по обоим полушариям.
В большинстве научных доказательств асимметрии функции мозга относятся к низкоуровневым перцептивным функциям, а не к более исполнительным функциям, которые широко обсуждаются (например, подсознательная обработка грамматики, а не «логическое мышление» в целом).